# 中河御厨
中河御厨（なかがわのみくりや）は、平安時代～安土桃山時代にかけて美濃国にあった荘園。伊勢神宮領。中川御厨とも。

## 概要

### 所在
美濃国安八郡。現在の岐阜県大垣市中川町付近。

### 規模
鎌倉時代初期に356町。

### 起源
不明。

### 領主
- 本家
  - 伊勢神宮→北条氏得宗→伊勢神宮
- 領家
  - 月輪尹賢→万里小路時房ら

### 終焉
元弘3年（1333年）に小笠原氏が地頭になって勢力を拡大するが、いちおう戦国時代まで神領として機能していた。

### 備考
12世紀中頃に美濃国内神領輸物の済所になった。神税は内宮に米50石と絹20疋、外宮に米25石と絹10疋。